# Composizione VIII
Composizione VIII è un dipinto a olio su tela (140×201 cm) realizzato nel 1923 dal pittore Vasilij Kandinskij. È conservato al Solomon R. Guggenheim Museum di New York.

## Descrizione
Composizione VIII, insieme a Tratto continuo, si può considerare fra le opere più significative del periodo di Kandinskij a Weimar. Nel realizzare la grande tela, facendo interagire figure geometriche di base, come il triangolo, il quadrato e il cerchio, con i colori primari, l'artista applica in modo sistematico quei concetti di corrispondenze formali e cromatiche affrontati dodici anni prima nella pubblicazione Dello spirituale nell'arte e che erano alla base dei suoi insegnamenti agli studenti della Bauhaus. Secondo la teoria dell'artista, i colori squillanti, come il giallo, sono intensificati se associati a forme acute (per esempio il triangolo), mentre l'effetto dei colori che amano la profondità è potenziato dalle forme tonde, come il cerchio per l'azzurro. Le forme geometriche e i colori che animano la superficie del dipinto, il cui centro circolare dominante è posto in alto a sinistra, creano rapporti di forza e movimento dando vita a sensazioni di vibrante dinamicità o di quiete a seconda delle loro associazioni. Capaci inoltre, attraverso il contatto reciproco, di creare energia, così come l'incontro tra il triangolo e un cerchio presenti in alto e in basso della tela, che, a detta di Kandinskij, non ha «minore efficacia del dito di Dio che sfiora il dito di Adamo di Michelangelo».